# Silvert Award
Silvert Award, eigentlich Kalman H. Silvert Award ist ein Preis, der seit 1983 von der Latin American Studies Association (LASA) verliehen wird. Benannt wurde er zu Ehren von Kalman H. Silvert (1921–1971), dem ersten Vorsitzenden der LASA, und wird jeweils anlässlich eines LASA-Kongresses verliehen. Die LASA ist derzeit (2018) der University of Pittsburgh angegliedert.

## Preisträger
- 1983 John J. Johnsson (1912–2004), US-amerikanischer Historiker
- 1985 Federico Gil (1915–2000), Politikwissenschaftler
- 1986 Albert O. Hirschman (1915–2012), US-amerikanischer Soziologe
- 1988 Charles Wagley (1913–1991), US-amerikanischer Anthropologe
- 1989 Lewis Hanke (1905–1993), US-amerikanischer Historiker
- 1991 Victor L. Urdiqui (1919–2004), mexikanischer Ökonom
- 1992 George Kubler (1912–1996), US-amerikanischer Kunsthistoriker
- 1992 Osvaldo Sunkel (* 1945), argentinischer Ökonom
- 1995 Richard R. Fagen (* 1933), US-amerikanischer Politikwissenschaftler
- 1997 Alain Touraine (1925–2023), französischer Soziologe
- 1998 Richard Adams (1920–2016), englischer Schriftsteller
- 2000 Jean Franco (1924–2022), englischer Literaturwissenschaftler
- 2001 Thomas Skidmore (1932–2016), US-amerikanischer Historiker
- 2003 Guillermo O’Donnell (1936–2011), argentinischer Politikwissenschaftler
- 2004 June Nash (1927–2019), Anthropologin
- 2006 Miguel León-Portilla (1926–2019), mexikanischer Anthropologe
- 2007 Helen Safa, US-amerikanische Anthropologin
- 2009 Alfred Stepan, US-amerikanischer Politikwissenschaftler
- 2010 Edelberto Torres Rivas (* 1932), guatemaltekischer Soziologe
- 2012 Julio Cotler (* 1932), peruanischer Soziologe
- 2013 Peter H. Smith (* 1940), US-amerikanischer Politikwissenschaftler
- 2014 Tulio Halperin-Donghi (* 1927), argentinischer Historiker
- 2015 Manuel Antonio Garretón (* 1943), chilenischer Soziologe
- 2016 Rodolfo Stavenhagen (1932–2016), mexikanischer Soziologe
- 2017 Marysa Navarro (* 1934), spanische Historikerin
- 2018 Carmen Diana Deere (* 1945), US-amerikanische Wirtschaftswissenschaftlerin
- 2019 Lars Schoultz (* 1942), US-amerikanischer Politologe
- 2020 Wayne A. Cornelius (* 1945), US-amerikanischer Politologe und Soziologe
- 2021 Sueli Carneiro (* 1950), brasilianische Philosophin und Aktivistin
- 2022 Ronald H. Chilcote (* 1935), US-amerikanischer Politologe
- 2023 Susan Eckstein (* 1942), US-amerikanische Soziologin
- 2024 Abraham Lowenthal (* 1941), US-amerikanischer Politologe
- 2025 Graciela Montaldo, argentinische Latinoamerikanistin